# Bubber Miley
James Wesley "Bubber" Miley (Aiken, Carolina del Sur, 19 de enero de 1903-Welfare Island, Nueva York, 24 de mayo de 1932) fue un trompetista y compositor estadounidense de jazz tradicional.

## Historial
Crecido en Nueva York, Miley aprendió a tocar el trombón y, más tarde, la corneta. Tras ser desmovilizado militar, trabajó con el grupo formado por sus hermanas, "The South Carolina Trio", y, después, con la banda de Willie Gant. En 1921 acompaña a la cantante de blues Mamie Smith y trabaja en numerosos clubs de la ciudad. En 1923 se incorpora a la orquesta "The Washingtonians", dirigida entonces por Elmer Snowden. Cuando Duke Ellington se hace cargo de la misma (1924), Miley permanece con él cinco años más, viajando después (1929) a Europa con Noble Sissle y realizando diversas grabaciones con King Oliver, Jelly Roll Morton y Hoagy Carmichael.  A partir de 1930 trabaja con diversas orquestas, entre ellas la big band del violinista Leo Reisman, aunque la segregación racial imperante, y al tratarse de una orquesta blanca, le creará múltiples problemas. Fallece de tuberculosis en 1932.

## Estilo
La mayor importancia de Miley en la historia del jazz radica en su gran influencia sobre el sonido jungle style de la orquesta de Duke Ellington, utilizando tanto la sordina conocida como "rubber" o "de desatascador", de la que fue pionero, como la sordina "wah-wah". Su fraseo estaba conformado al modo de los predicadores negros, con notas arrancadas de forma violenta y dramática.